# Fritz Paulsen

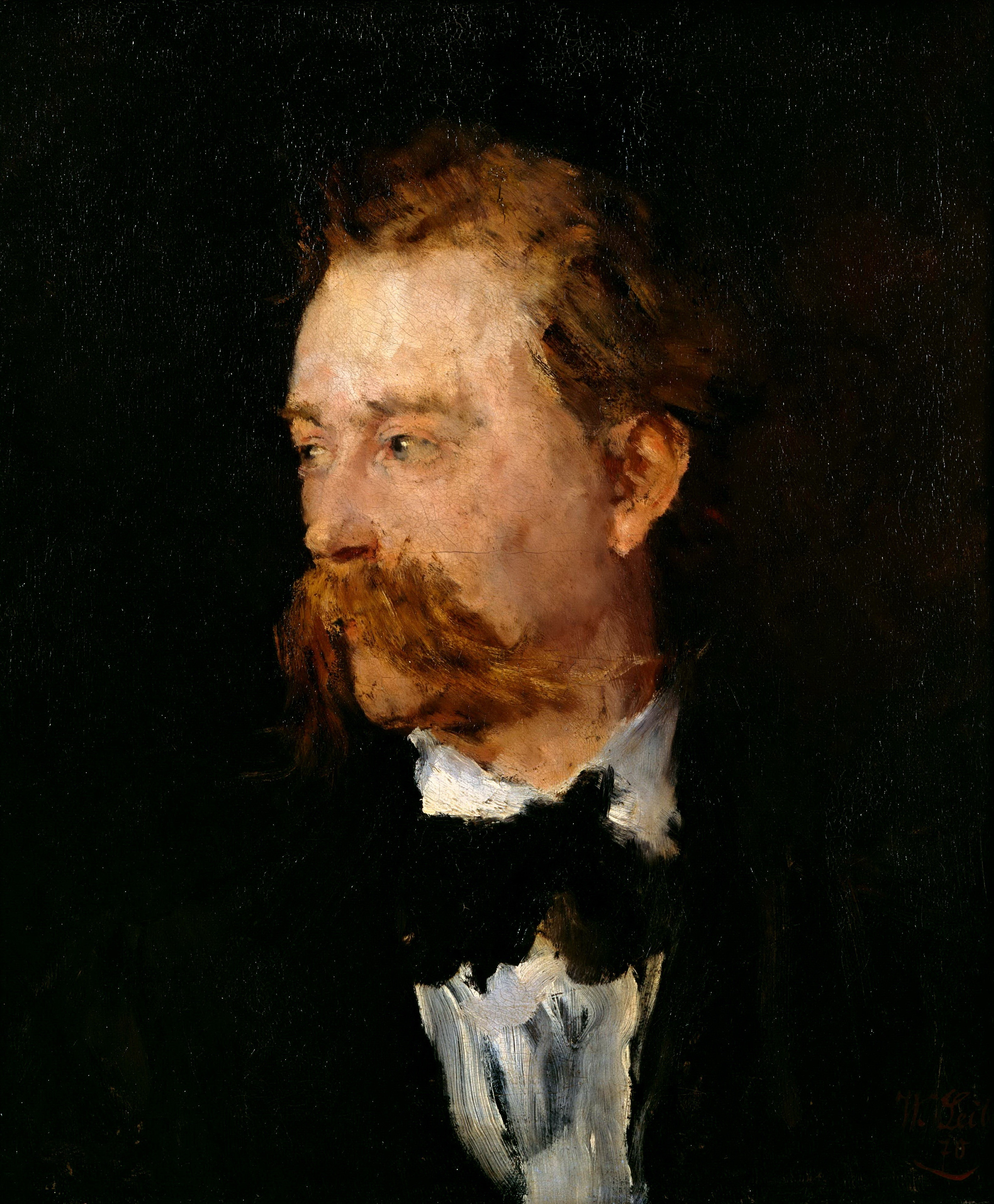
Wilhelm Leibl: Der Maler Fritz Paulsen, 1870, Alte Nationalgalerie

Christian Theodor Friedrich „Fritz“ Paulsen (* 31. Mai 1838 in Schwerin; † 22. Februar 1898 in Berlin) war ein deutscher Genre- und Porträtmaler.

## Leben und Werk
Paulsen studierte in den Jahren 1859 und 1860 an der Düsseldorfer Kunstakademie. Dort waren Andreas und Karl Müller, Heinrich Mücke und Karl Ferdinand Sohn seine Lehrer. 1868 wurde er Schüler unter Carl Theodor von Piloty in München. Nach dem Studium hielt er sich zeitweise in Paris und London auf, wo er vor allem Porträts herstellte. Von 1871 bis zu seinem Tode lebte und wirkte Paulsen in Berlin, wo er mit seinen Bildern in nahezu allen wichtigen Ausstellungen vertreten war und zu großer Beliebtheit kam. Einzelne Auftragsarbeiten führten ihn zeitweilig nach Konstantinopel, Breslau, Hamburg und Hannover. Er war Professor und wohnte 1886 in der Dorotheenstraße Nr. 83.
Paulsen war mit dem Schriftsteller Julius Stinde befreundet. Stinde beschreibt Besuche in Paulsens Atelier in der Dorotheenstraße Nr. 28 in dem Kapitel Das Portrait in Der Familie Buchholz Zweiter Theil S. 46–61. Auch in Buchholzens in Italien wird eine Begegnung mit Paulsen geschildert.

## Werke (Auswahl)

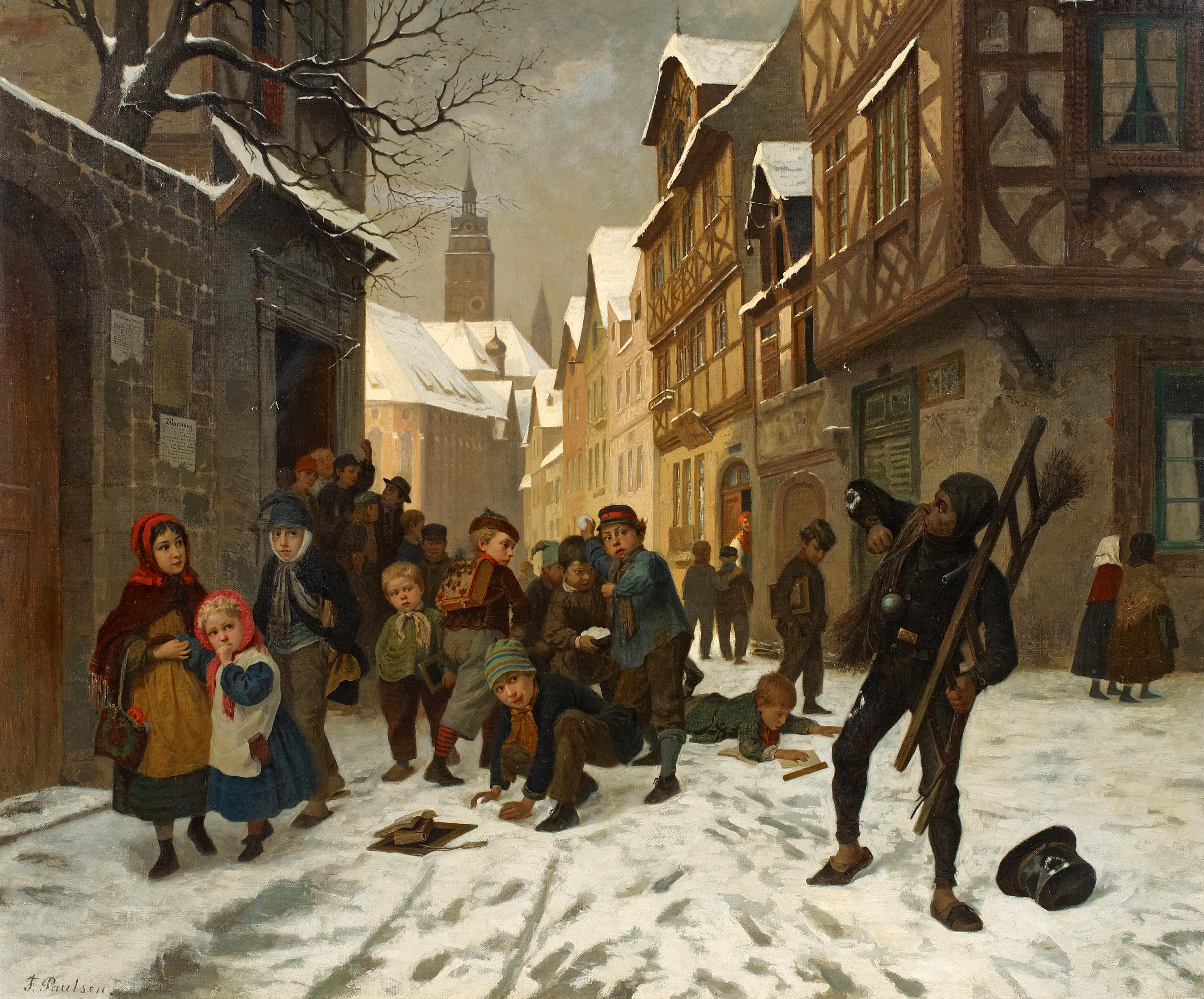
Der geschneeballte Schornsteinfeger (1867)

In Schwerin sind einige seiner über 200 Werke in Museen erhalten. Zu den bekanntesten Bildern zählen unter anderem:
- Der geschneeballte Schornsteinfeger (1867)
- Besuch in der Kinderstube (1872)
- Kümmelblättchen oder Berliner Bauernfänger (1874)
- Jour fixe (1876)
- Bei der Stellenvermittlung [Gesinde-Vermietungsbureau] (1881).[2]

Porträts
- Wilhelm Leibl (1870)
- Oberbürgermeister Max von Forckenbeck (1879) und „als Präsident des Reichstags“ (1891)
- Königlich Bayerischer Gesandter Gideon von Rudhart (um 1880)
- Frau von Rudhart (um 1880)
- Friedrich Franz II. von Mecklenburg (1884)
- Schriftsteller Dr. Julius Stinde (1885)
- Friedrich Franz III. von Mecklenburg (1893)